# Sebastian Stublinger

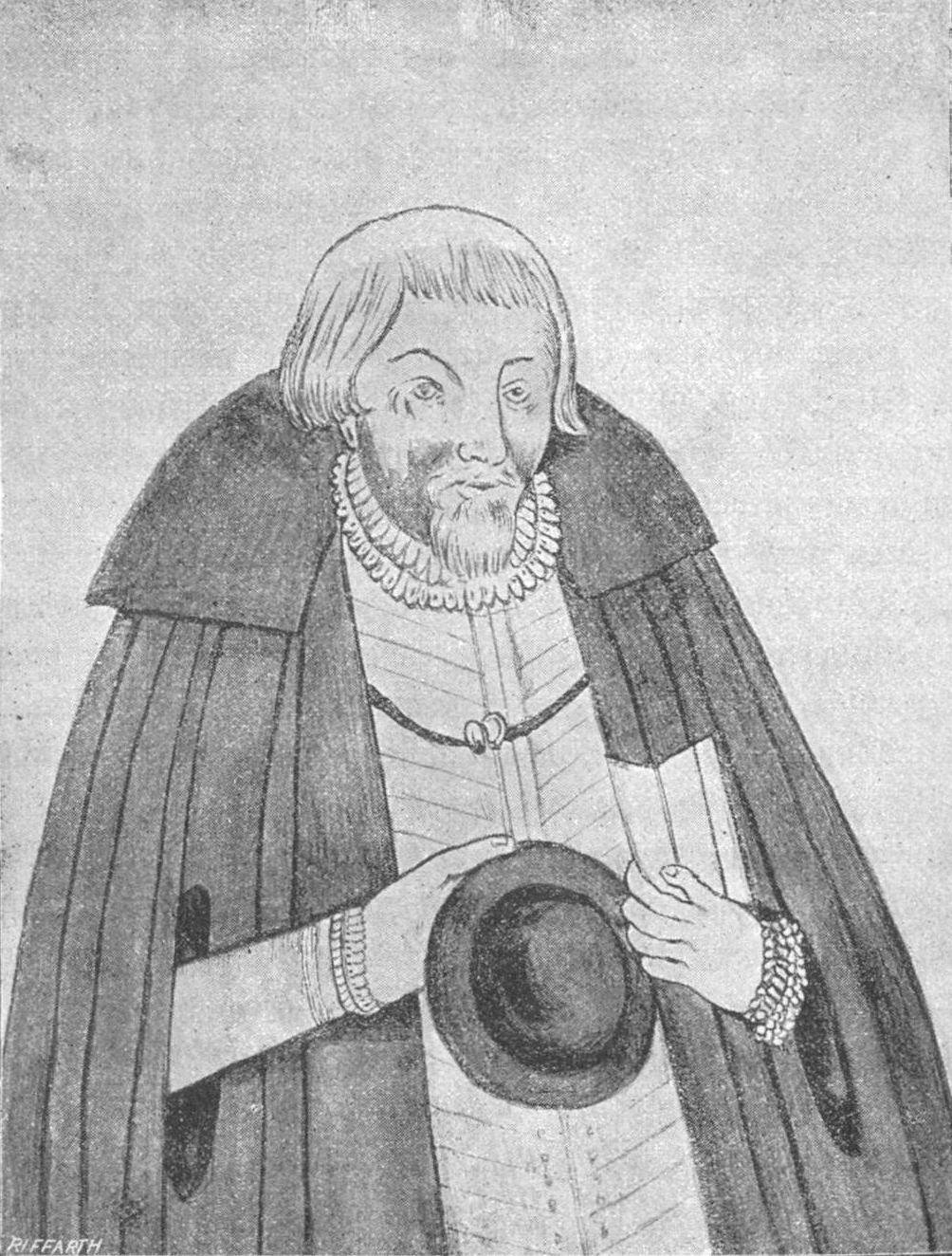
Sebastian Stublinger

Sebastian Stublinger (* um 1475, † nach 1529) war ein fränkischer Rechtsgelehrter und Kanzler der Mark Brandenburg von 1510 bis 1529.

## Leben
Sebastian Stublinger stammte aus Kulmbach, der fränkischen Heimat der brandenburgischen Kurfürsten.
Er studierte Rechtswissenschaften in Bologna und wurde Doktor beider Rechte.
1509 oder 1510 wurde er von Kurfürst Joachim I. als Kanzler nach Berlin geholt. Stublinger unterstützte den Kurfürsten bei der Reform einiger Gesetze, die das im Reich verbreitete Römische Recht stärker an Stelle der traditionellen märkischen Rechtsgewohnheiten berücksichtigten.
Er erhielt vom Kurfürsten ein Haus in Berlin geschenkt (Breite Straße 32, ehemalige Harnischkammer) und erhielt 1514 das Dorf Rathstock im Oderbruch zu Lehen. Das Haus gab er 1518 wieder zurück.
1527 war Stublinger wahrscheinlich der hauptsächliche Verfasser der Constitutio Joachimica, in der das neue Recht noch einmal festgeschrieben wurde.
1529 wurde er abgelöst. Sein Todesjahr ist unbekannt. 